# Jean Yoyotte
Pour les articles homonymes, voir Yoyotte.
Jean Yoyotte, né le 4 août 1927 dans le 2e arrondissement de Lyon et mort le 1er juillet 2009 dans le 14e arrondissement de Paris, est un égyptologue et universitaire français,. 
Il est titulaire de la chaire d’égyptologie du Collège de France de 1992 à 2000, directeur d'études à l'École pratique des hautes études,.

## Biographie
À quatorze ans et passionné d'égyptologie, Jean Yoyotte obtient de Jacques Vandier, conservateur du département des antiquités égyptiennes du musée du Louvre, une dispense lui permettant de suivre les cours de l'École du Louvre. Deux ans plus tard, il est élève de l'École pratique des hautes études. Il a dix-neuf ans quand il entre au Centre national de la recherche scientifique.
De 1952 à 1956, il est pensionnaire de l'Institut français d'archéologie orientale au Caire. En 1964, il est élu directeur d'études à l'École pratique des hautes études, Ve section, pour les religions de l'Égypte ancienne jusqu'en 1991. À partir de 1965 et jusqu’en 1985, Jean Yoyotte dirige les fouilles du site de Tanis.
En 1992, il est élu à la chaire d'égyptologie du Collège de France, où il enseignera jusqu'en 1997.
Jean Yoyotte s'est particulièrement intéressé à la géographie religieuse du delta du Nil et à la chronologie de la Troisième Période intermédiaire, qu'il refuse de considérer comme une « Basse Époque ». Ses recherches sur ces deux sujets ont livré des contributions majeures à l'histoire de l'Égypte antique,.

## Publications principales
- avec Georges Posener, Serge Sauneron, Dictionnaire de la civilisation égyptienne, Fernand Hazan, 1959
- « Les pèlerinages dans l’Égypte ancienne », Sources orientales, no III,‎ 1960, p. 32-33
- avec Pascal Vernus, Dictionnaire des pharaons [détail des éditions]
- avec Pascal Vernus, Bestiaire des pharaons, Agnès Vienot, octobre 2001 (ISBN 978-2-911606-65-6 et 2911606655)
- Tanis l'or des pharaons, catalogue de l'exposition, Paris, Grand-Palais, Association française d'action artistique, mars 1987 (ISBN 978-2-86545-057-2 et 2865450570)
- (en) La XXVIe dynastie : continuités et ruptures. Promenade saïte avec Jean Yoyotte : Actes du colloque international organisé les 26 et 27 novembre 2004 à l’Université Charles-de-Gaulle - Lille 3, Lille, Devauchelle D., 2011, 280 p. (ISBN 978-2-915840-30-8)
- avec Thibault Monier, Identification des momies de deux familles de prêtres de Montou des XXVe-XXVIe dynasties égyptiennes : Actes du 3e colloque international de pathographie - Bourges 3,4 & 5 avril 2009, De Boccard, sous la direction de Philippe Charlier, 2011, p. 85-126
- avec Gabrielle Kueny, Collection égyptienne du Musée de Grenoble, 1979.

## Décorations
- Chevalier de l'ordre national du Mérite (France)[8].
- Chevalier de l'ordre des Palmes académiques (France)[8].
- Chevalier de l'ordre des Arts et des Lettres (France)[8].
- Chevalier de l'ordre du Mérite civil (Égypte).